# Papa Esteve III
Esteve III (Siracusa, ? – Roma, 24 de gener de 772) fou Papa de l'Església catòlica del 768 al 772.
Quan el Papa Pau I mor, es designa com a Papa un sacerdot romà anomenat Felip que renuncia l'endemà. Aleshores, el duc de Nepi provoca una insurrecció armada i proclama anticanònicament com a Papa el seu germà, el laic que prendrà el nom de Constantí II i que després de ser derrotat és considerat per l'Església com Antipapa.
Esteve III, que residia a Roma des que va deixar la seva ciutat natal sota el pontificat de Gregori III, havia realitzat diverses funcions, cada vegada més importants, pels successius Sants Pares fins que, una vegada deposat l'Antipapa Constantí, va ser escollit Papa. Durant el seu pontificat destaca la celebració en 769 d'un Concili del Laterà en el qual, entre altres mesures, es va establir que el Papa hauria de ser escollit entre els cardenals, es va condemnar l'Antipapa Constantí i es va condemnar la iconoclàstia confirmant la pràctica de la devoció a les icones.
En la política exterior es va produir la mort de Pipí el Breu el mateix any de la seva elecció com a Papa de Roma la qual cosa va provocar un allunyament de la política dels seus antecessors, a causa del distanciament als reis francs i l'apropament als llombards, arran del matrimoni celebrat pel nou rei franc Carlemany amb la filla del rei llombard Desideri d'Ístria.

## Dades biogràfiques
Natiu de Sicília (llavors sota la influència romana d'Orient, pel que va rebre una educació basada en la cultura grega), va arribar a Roma durant el pontificat de Gregori III (731-741). A poc a poc va pujar als més alts càrrecs de l'administració dels papes posteriors, per convertir-se en prevere de Santa Cecília, funció per la què estava molt a prop de Pau I, ajudant-lo fins als seus últims dies a la terra. Fins a la data, és l'últim papa sicilià de l'Església Catòlica.

### Pontificat
Després de la mort de Pau I (28 de juny de 767) es va obrir un període de dificultats serioses. Durant un any, el tron papal va ser ocupat, des de juliol de 5767, per l'antipapa Constantí, un laic exponent de l'aristocràcia romana ordenat diaca per a l'ocasió en una ciutat sota control armat per la seva família, atret per l'enorme riquesa i pel prestigi universal de la Seu de Pere. El juliol de 768 van intervenir soldats longobards enviats pel rei Desideri, que després de diversos dies d'enfrontaments i violència deposaren Constantí per substituir-lo pel prevere Felip. Com que dels disturbis van continuar amb violència sense disminuir (per sentit comú o per por) Felip renuncià al pontificat el dia després de ser elegit, finalment, donant pas a un successor elegit legítimament: Esteve, un candidat proposat pel primicerius Cristofor (home de confiança del papa Pau I, que tindria per gestionar la seu vacant i l'elecció del nou papa) i acceptable per al clergat i el poble de Roma. Esteve III va ser consagrat el 7 d'agost de 768.

#### El Consell de Laterà de 769
Recentment instal·lat, el papa Esteban va enviar Sergi, fill del primiceriCristofor (l'arquitecte del seu ascens al tron papal), davant del rei dels francs Pipí el Breu per comunicar-li la seva elecció i li demanava que enviés bisbes al sínode que tenia la intenció de convocar la primavera de l'any següent per determinar de manera concloent les normes relatives a l'elecció papal. Però Pipí ja havia mort (24 de setembre de 768) i el representant del Papa Esteve va ser rebut pels seus fills, Carles i Carloman, que van accedir a les demandes de la papa i enviaren al concili a tretze bisbes francs.
El 12 d'abril de 769 s'inaugurà un concili en el qual es realitzà un procés contra l'antipapa Constantí. La defensa de Constantí, lluny de mitigar les seves responsabilitats, exacerbà encara més els ànims dels presents, que van acabar agredint-lo i gairebé linxar-lo, deixar-lo cec. No hi ha informació precisa sobre el seu final. El concili va acabar amb la destrucció de tots els actes oficials que emanaven d'ell i amb la decisió que el Papa en el futur hauria de ser elegit entre els cardenals diaques i preveres, alhora que reduïa en gran manera la participació dels laics (és a dir, el caps de les grans famílies romanes), el paper es limitava a la cerimònia de l'aclamació. També es va confirmar la pràctica de la devoció de les icones, en condemnar-se la iconoclàstia, problema llavors encara irresolt per la cort i l'Església de Constantinoble .

#### Les relacions amb els francs i els llombards
Pocs dies després de l'elecció d'Esteve va ser assassinat el capellà Valdipert, l'home que havia guiat l'expedició llombarda a la ciutat. L'incident podria afectar negativament les relacions amb el rei Desideri. A Roma va ser el prestigi de la família de Cristofor i Sergi que, enfortits pel suport de la noblesa romana, i sabent que havien exercit un paper decisiu en l'elecció del papa, cregueren que podrien gestionar el poder ciutadà i, sobretot, per poder dirigir d'acord amb els seus desitjos la política i els actes d'Esteve III. Qui, decidit a no lliurar el govern de Roma, es disposà a cridar els francs a la recerca d'ajuda.
L'aliat franc tradicional, però, estava llavors ocupat en les qüestions relatives a la divisió del regne entre els dos fills de Pipí el Breu, Carlemany i Carloman (que també no semblava portar-se bé amb els altres), i que no estaven disponible per a una intervenció a favor de papat. També Esteve va alarmar-se encara més quan va saber que estava sent arreglat un matrimoni entre Carlemany i la filla gran de Desideri. Preocupat que l'aliança resultant entre els dos reis podia esclafar-lo, Esteve s'oposà al matrimoni, però va ser en va, ja que aquest va ser celebrat el 770. Es va decidir a les palpentes un acostament a Desideri, tenint contactes secrets amb l'exponent lombard a Roma, Pau Afiarta, per a una operació que l'alliberés de la presència de Cristòfor i Sergi.
Mentrestant Desideri anuncià el 769 que volia fer un pelegrinatge a Roma, on va arribar a 771, però amb un exèrcit a remolc. Arribat sota els murs de la ciutat amb l'esperança que Afiarta dins de provocar un aixecament del poble, el seu pla era, però, anticipat per Cristofor i Sergi que, comptant amb el suport del llegat franc a Roma, el comte Dodone, van alertar els romans cridant-los protecció contra el probable invasor i van assaltar el palau del Laterà. La mesura va resultar ser contraproduent, ja que Esteve va ser capaç de llançar prou descrèdit en els dos patricis per a un acte tan sacríleg, fins al punt que el poble romà, fomentats per Afiarta, van canviar de front, rebel·lant-se contra Cristofor i Sergi, als qui fins poc abans havien seguit. Considerant-se vençuts, pare i fill van tractar d'escapar, però van ser capturats pels fidels Afiarta, que els va fer eliminar.
L'informe detallat (ple d'exageracions i amb alguna referència a la intervenció directa del diable en els fets de Roma) publicat per Esteve sobre els incidents va enfurir Carlemany, ja fos per la participació del comteDodó, i sobretot pel fet que Desideri, el seu successor i aliat, d'alguna manera prengués possessió del títol de patricius Romanorum, defensor de la Roma, al que creia que ell tenia dret. Desideri tampoc no quedà satisfet que el papa hagués tornat amb els francs, i per tota resposta no retornà els territoris romans d'Orient ocupats en aquell moment pel rei Luitprand (algunes ciutats de l'Exarcat i de la Pentàpolis), que havien estat promeses al seu predecessor Esteve II a canvi del seu suport a l'ascens de Desideri al tron longobard.
Tal comportament va despertar la ira d'Esteve qui, en primer lloc, es va negar, el 770, a aprovar la designació de l'arquebisbe de Ravenna, un prelat triat pel rei longobard, i després es va reprendre la batalla que ja havia perdut un any abans, aquesta vegada tenint èxit en persuadir Carlemany a divorciar de la seva esposa i enviar-la de nou al seu pare Desideri, gairebé coincidint amb la mort de Carlemany, que va deixar al seu germà, a continuació, hereu de tot el regne dels francs.
Un aliat tan poderós que havia trencat finalment l'aliança amb l'enemic tradicional lombard, només podia ser benvingut per Esteve, que, però, no va poder aprofitar el nou curs de la història perquè al voltant d'un mes després de Carlemany, el 24 de gener de 772, també va morir. Va ser enterrat a Sant Pere.